# Красное Трошино
Красное Трошино — деревня в Вяземском районе Смоленской области России. Входит в состав Кайдаковского сельского поселения. Население — 8 жителей (2007).
Расположена в восточной части области в 12 км к югу от Вязьмы, в 2 км южнее автодороги Р132 Вязьма — Калуга — Тула — Рязань, на берегу реки Волоста. В 3 км восточнее деревни расположена железнодорожная станция Лосьмино на линии Вязьма — Занозная.

## История
В годы Великой Отечественной войны деревня была оккупирована гитлеровскими войсками в октябре 1941 года, освобождена в марте 1943 года.